# Іто Юхан
Іто Юхан (яп. 伊藤 雄半, 1882 — 1951) — японський художник-пейзажист, який працював також над ксилографією.
Дуже мало відомо про його життя. У 1930-х роках ціла серія його робіт вийшла у видавця Нішіномія Йосаку (Nishinomiya Yosaku). Найбільш відомими роботами є кілька краєвидів острова Міяджіма в синіх тонах. Унікальність його стилю полягає у відсутності зовнішнього контура, притаманного іншим дереворитам, що надає його роботам живописної мальовничості.